# Аррая-Маесту
Аррая-Маесту (баск. Arraia-Maeztu (офіційна назва), ісп. Arraya-Maestu) — муніципалітет в Іспанії, у складі автономної спільноти Країна Басків, у провінції Алава. Населення — 710 осіб (2009).
Муніципалітет розташований на відстані близько 280 км на північ від Мадрида, 21 км на південний схід від Віторії.
На території муніципалітету розташовані такі населені пункти: Апельяніс/Апінайс, Атаурі, Асасета, Коррес, Маесту (адміністративний центр), Онрайта/Ерроета, Алеча, Аренаса/Ареаца, Сікухано/Секуяно, Ібісате, Леорса/Елорца, Мусіту, Ройтегі/Ерройтегі, Сабандо, Віргала-Майор/Біргара-Гоєн, Віргала-Менор/Біргара-Баррен.

## Демографія
Динаміка населення (INE ):

## Галерея зображень

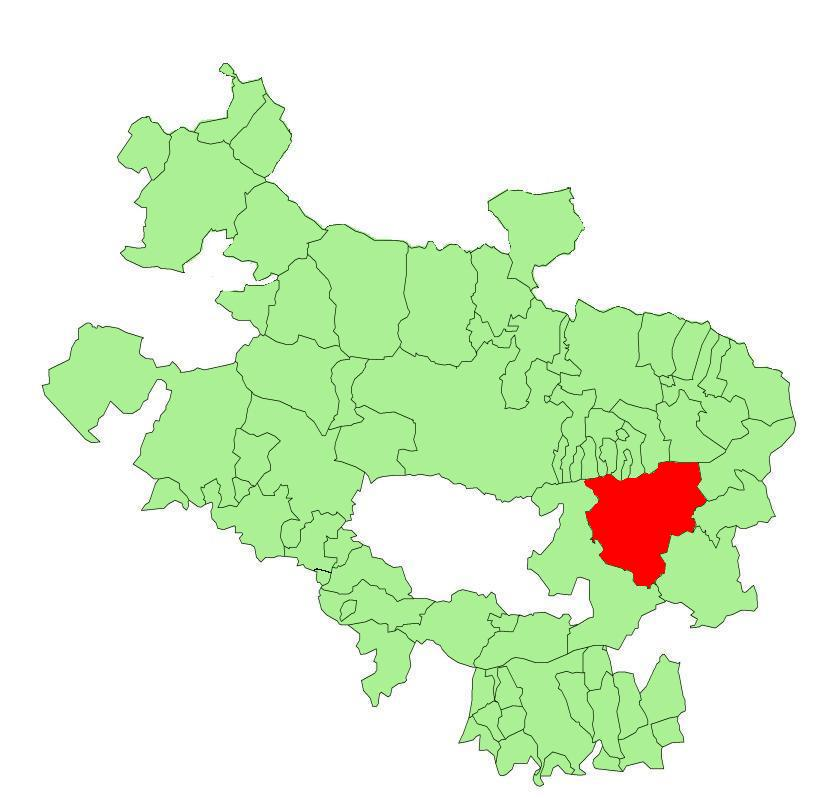
Розташування муніципалітету
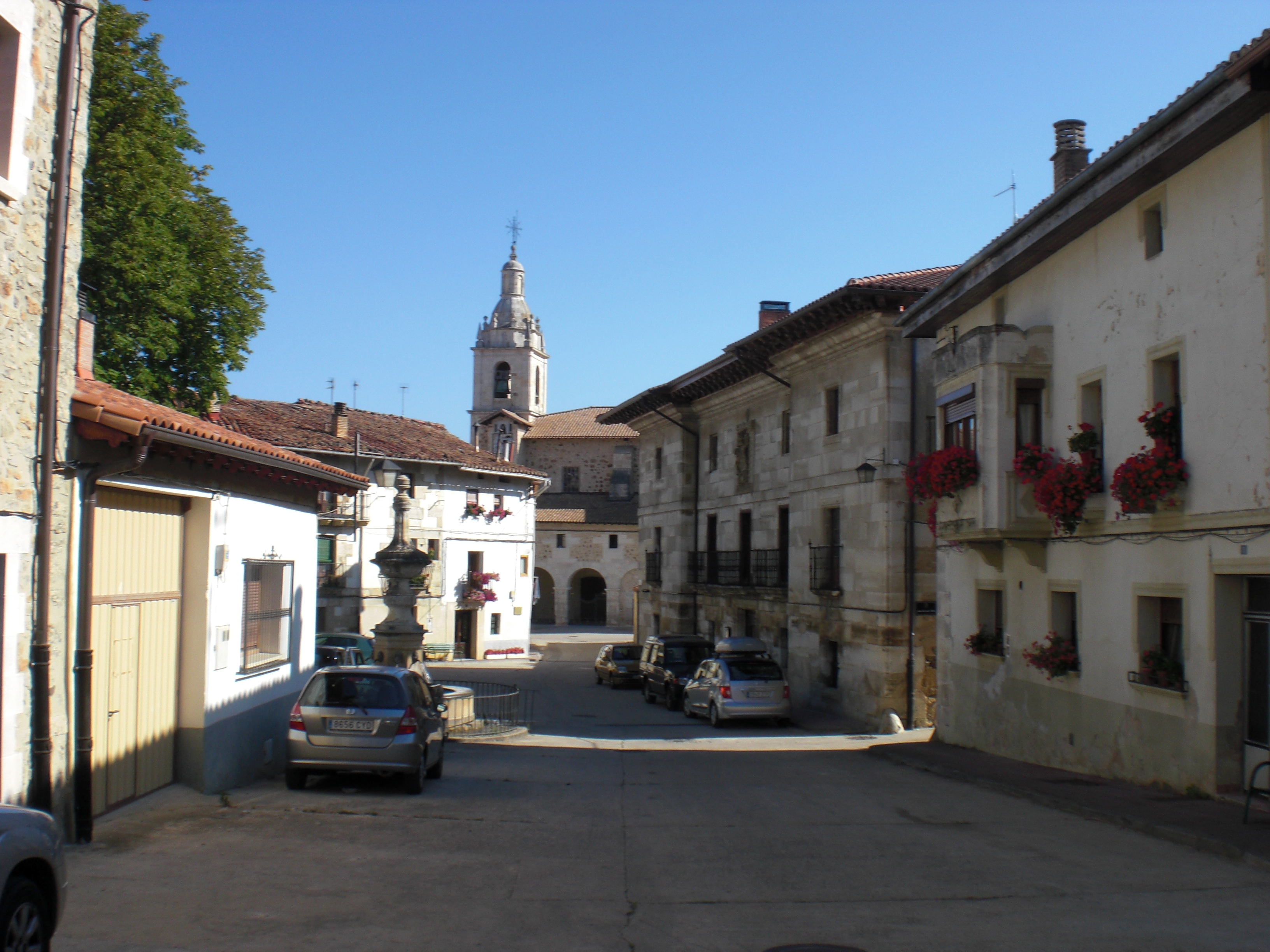
Маесту
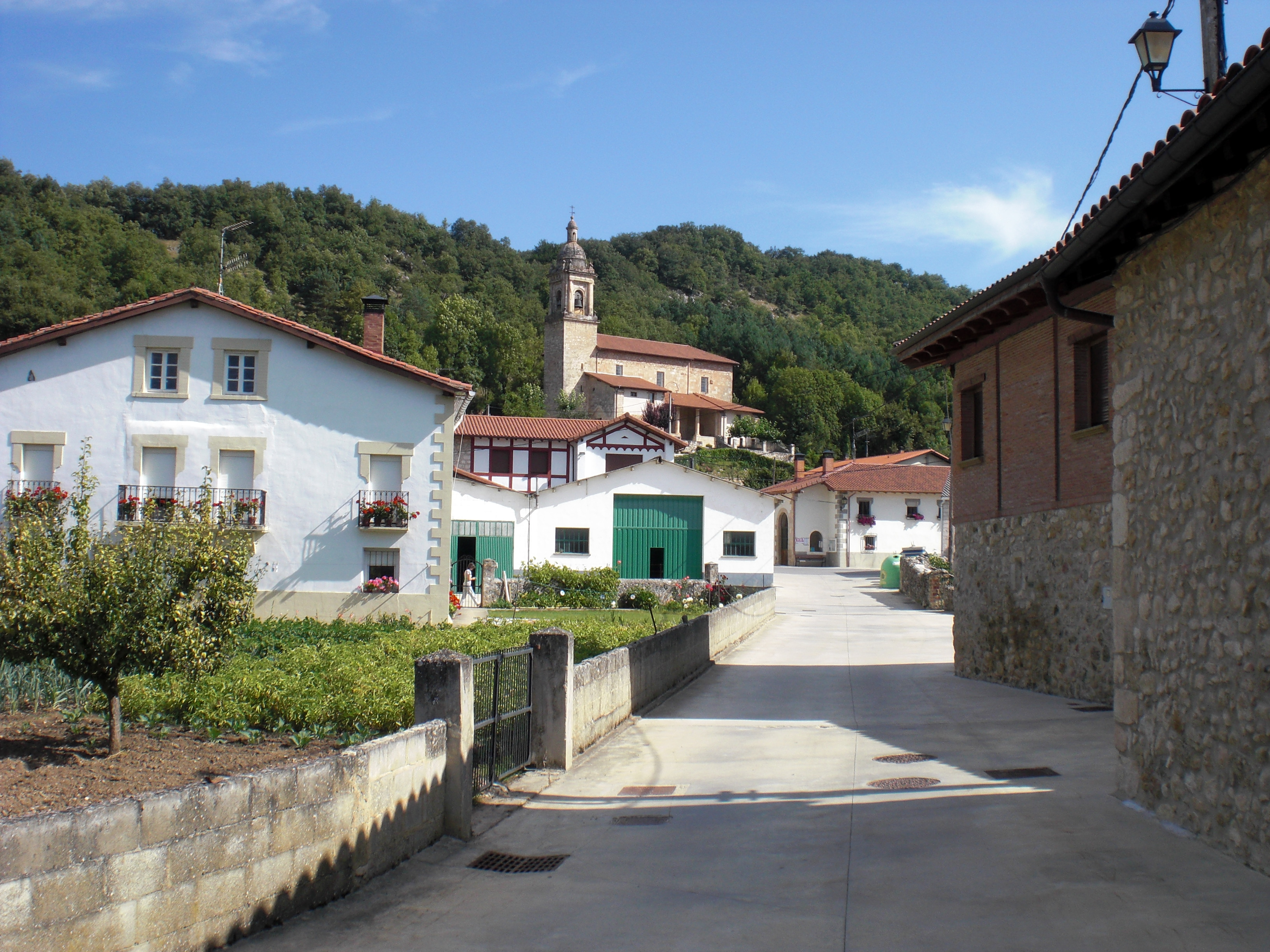
Віргала-Майор